# Corrhenes grisella
Corrhenes grisella är en skalbaggsart som beskrevs av Francis Polkinghorne Pascoe 1875. Corrhenes grisella ingår i släktet Corrhenes och familjen långhorningar. Inga underarter finns listade i Catalogue of Life.